# Бузина красная
Бузина́ кра́сная, или бузина́ обыкнове́нная, или бузина́ кисти́стая (лат. Sambúcus racemósa), — листопадное древесное растение, известное своими красными плодами и характерным неприятным запахом листьев и цветков; вид рода Бузина (Sambucus) семейства Калиновые (Viburnaceae) (в более ранних классификациях включался в семейство Жимолостные, Адоксовые или выделялся в отдельное семейство Бузиновые). Описано несколько инфравидовых таксонов
Вид широко распространён в Северном полушарии в регионах с умеренным климатом — как в Евразии, так и в Северной Америке. Культивируется как декоративное садовое растение. Цветки и плоды используются в народной медицине, ветви — для отпугивания мышей.

## Название

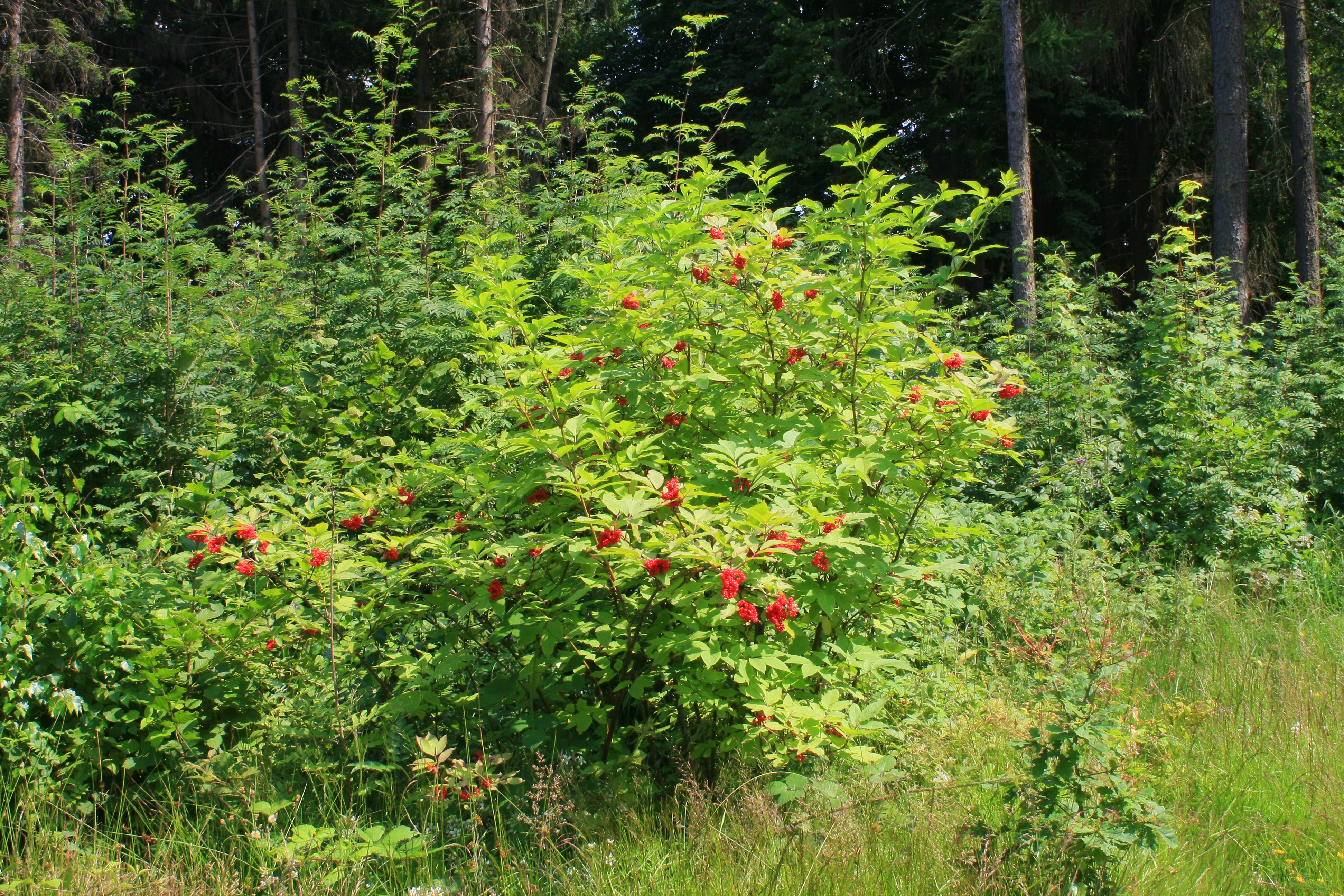
Общий вид растения с созревшими плодами

Видовой эпитет в научном названии растения (лат. racemosa) можно перевести как «кистевидная», «гроздевидная», «ветвистая» (от racemus — «виноградная кисть», «виноградная гроздь»).
В литературе встречается несколько русских названий вида: бузина кистевидная, бузина кистистая (в перечне русских растений это название стоит на первом месте в 3-м издании Большой советской энциклопедии), бузина красная (на первом месте в Большой российской энциклопедии), бузина обыкновенная.

## Распространение
Бузина красная широко распространена в Евразии и Северной Америке. В России растение распространено от западных границ до Тихого океана (встречается в том числе в Предкавказье, Западной Сибири, Восточной Сибири, на Курильских островах), при этом в Сибири в большей степени распространёна бузина сибирская, которая одними авторами рассматривается как подвид бузины красной (Sambucus racemosa subsp. sibirica (Nakai) H.Hara), другими — как отдельный вид Sambucus sibirica Nakai. В Европе растение встречается везде в южной (Албания, Болгария, Греция, Испания, Италия, Румыния, Франция, страны бывшей Югославии), центральной (Австрия, Бельгия, Венгрия, Германия, Нидерланды, Польша, Словакия, Чехия, Швейцария) и восточной частях (Беларусь, европейская часть России). Евразийская часть ареала включает также север Китая, Корею и Японию (острова Хоккайдо, Хонсю, Кюсю и Сикоку). Американская часть ареала включает Канаду и США (включая Аляску); растущая здесь бузина пушистая одними авторами рассматривается как подвид бузины красной (Sambucus racemosa subsp. pubens (Michx.) House), другими — как отдельный вид Sambucus pubens Michx.
Растение является аборигенным только для горных регионов Европы. На территории бывшего СССР к таким районам относится Западная Украина, где растение встречается в подлеске хвойных и смешанных лесов. Для Европейской части России бузина красная является адвентивным растением. Её с давних времён выращивали в декоративных целях в садах и парках, при этом растения нередко натурализовывались. В пределах населённых пунктов растение растёт на пустырях, развалинах зданий, нередко и на крышах домов. В природе бузина красная встречается чаще всего в оврагах, на опушках лиственных и смешанных лесов.

## Ботаническое описание
Бузина красная — сильно ветвящийся кустарник (иногда — небольшое деревце) высотой от полутора до трёх с половиной (пяти) метров с прямостоячими стеблями.

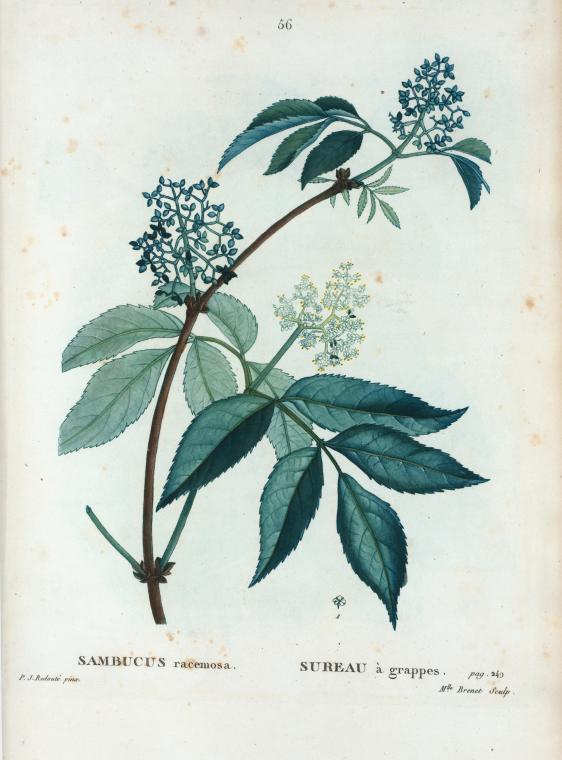
Бузина красная. Ботаническая иллюстрация французского художника Пьера-Жозефа Редуте (между 1801 и 1819)

Кора серовато-бурая; у молодых растений — гладкая, у старых — шелушащаяся. На поверхности стеблей имеются бугорки беловатого цвета (так называемые «чечевички»); они состоят из рыхлой ткани, через которую может проходить воздух, и служат отдушинами в опробковевшем покрове — через них дышат живые ткани ветвей.
Ветви бузины очень ломки. Это связано с тем, что древесины в них очень мало: значительную часть объёма занимает рыхлая сердцевина. По сравнению с другими кустарниками, встречающимися в европейской части России, у бузины красной — самый большой в процентном отношении объём сердцевины. Цвет сердцевины — буроватый.
Почки крупные, яйцевидные. Листья супротивные, непарноперистые, обычно состоят из пяти или семи листочков; иногда листочков три — так нередко бывает на цветущих побегах. Края листочков — пильчато-зубчатые, форма — яйцевидная или удлинённо-ланцетная, длина — от 5 до 10 см. Молодые листья нередко имеют тёмно-красный или фиолетовый цвет, что обусловлено повышенным содержанием антоциана; пигмент обладает свойством преобразовывать световую энергию в тепловую — это важно для развития растения ранней весной. Листья имеют сильный характерный неприятный запах.
Цветки мелкие, обоеполые, пахучие, собраны в плотные продолговатые метельчатые соцветия яйцевидной или конической формы поперечником до 20 см. Все цветки — на цветоножках (в отличие от бузины чёрной, у которой краевые цветки — сидячие). Околоцветник двойной, пятичленный. Венчик колесовидный, беловато-жёлтый или зеленовато-жёлтый. Тычинок пять. Цветение происходит в мае — июне одновременно с распусканием листьев, ежегодно и обильно, в течение 15 дней.
Пыльцевые зёрна трёхбороздно-оровидные, эллипсоидальной формы. Длина полярной оси составляет 17,5—18,8 мкм, экваториальный диаметр — 12,2—14,5 мкм. В очертании с полюса слаботрёхлопастные, с экватора — широкоэллиптические. Борозды узкие, длинные, с неровными краями, с притуплёнными концами, почти сходящимися на полюсах. Экзина толщиной 1—1,2 мкм. Скульптура тонкая, мелкоячеистая; ячейки сетки на экваторе угловатые, 0,5 мкм в диаметре, на полюсах — очень мелкие. Стерженьки на полюсах тонкие, прямостоячие, с притуплёнными концами, надпокров тонкий. Цвет пыльцы жёлтый.
Плод — костянка красного (ярко-красного) цвета длиной около 5 мм, со светло-жёлтой косточкой. Плоды созревают в июле — августе; имеют неприятный запах и вкус (в отличие от плодов другого распространённого в Европе вида бузины — бузины чёрной). Плоды бузины красной охотно поедаются птицами — с их помощью в основном и происходит распространение семян.
Число хромосом: 2n = 36.

## Экология
Требовательна к почве — хороший рост проявляется на свежих и богатых почвах. Переносит сильное отенение.
Разводится черенками и семенами. Семена быстро теряют всхожесть поэтому их нужно густо сеять ближайшей осенью.
Хорошая подлесковая порода: улучшает условия разложения отпада хвойных пород — особенно еловой подстилки (кислый гумус), а также привлекает для гнездования полезных лесных птиц.

## Химический состав
В растении найдены различные биологически активные вещества: в коре — терпеноиды альфа-амирины, бетулин и бетулиновая кислота, а также стероид бета-ситостерол; в цветках — флавоноид кверцетин.

## Значение и применение

### В садоводстве

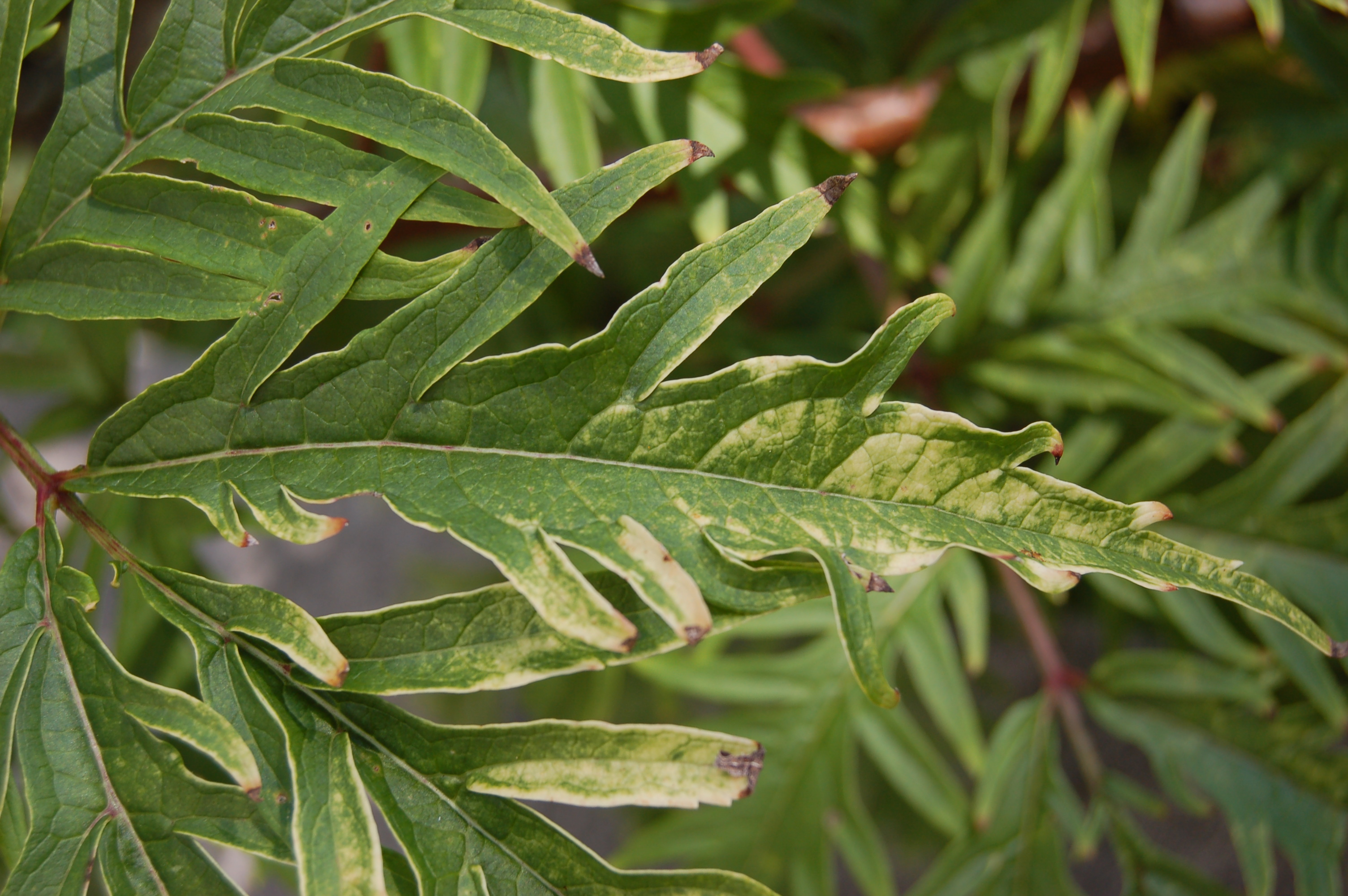
Глубокорассечённые листья сорта

Бузина красная издавна культивируется как декоративное растение для украшения садов и парков. Для некоторых сортов бузины красной (например,  'Tenuifolia') характерна так называемая «ажурная крона» — крона с большими просветами, дающая лёгкую тень, в которой могут нормально развиваться светолюбивые растения.
Выведено несколько сортов:
- 'Plumosa Aurea' — растение высотой около двух метров с глубокорассечёнными золотистыми листьями и конусовидными соцветиями с желтоватыми цветками[4][25];
- 'Tenuifolia' (лат. tenuifolia — «тонколистная») — теневыносливое растение с дуговидными побегами высотой до 1 м и шириной до 2 м[24]; листья сильно рассечены на тонкие лопасти[24], похожи на вайи папоротников[4].

Агротехника
Для выращивания бузины в саду (это касается как бузины красной, так и бузины чёрной) подходит любая почва, в том числе глинистая. Ранней весной рекомендуется вырезать часть старых побегов. Размножение — одревесневшими черенками в открытом грунте поздней осенью.

### В медицине

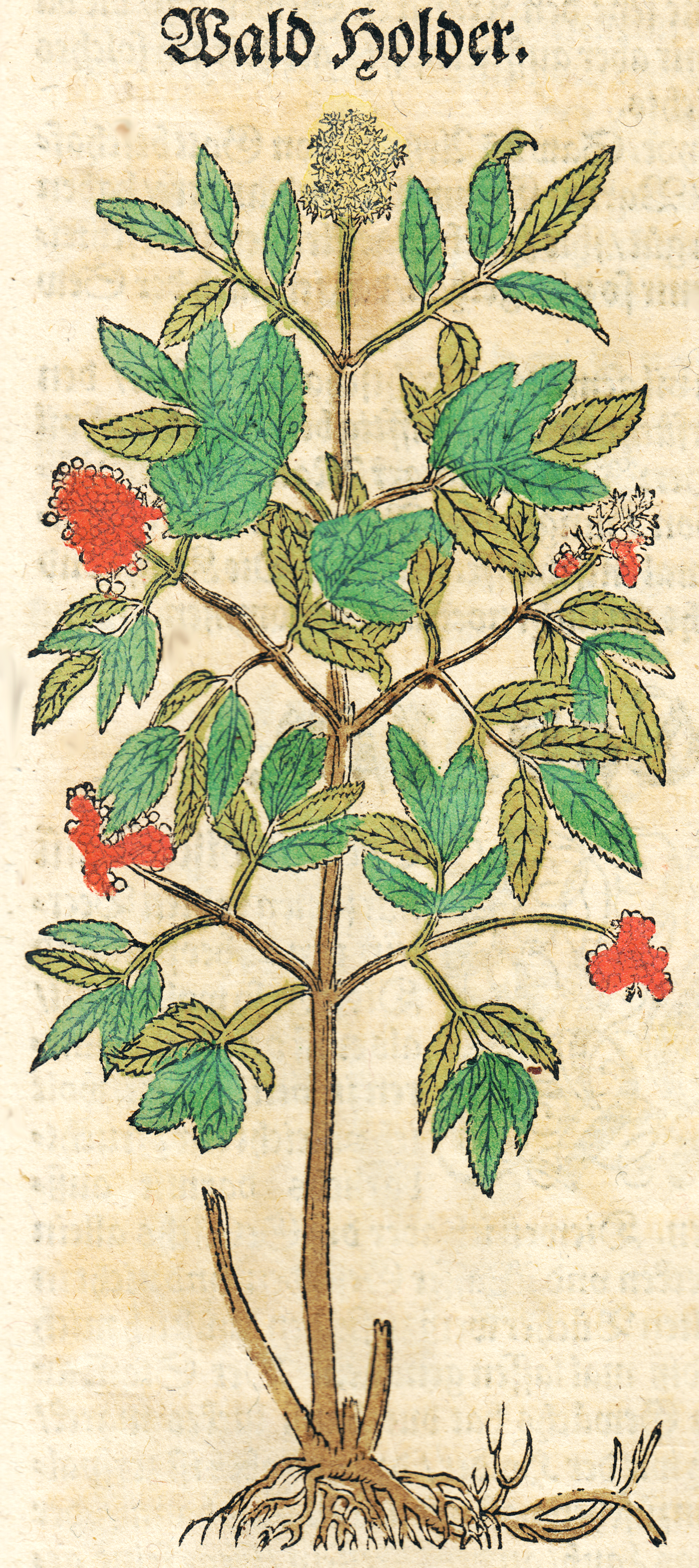
Бузина красная. Ботаническая иллюстрация из работы Иеронимуса Бока New Kreuterbuch (1546)

О лечебных свойствах растения было известно с древних времён. Бузина красная была включена в один из первых средневековых европейских травников — работу Иеронимуса Бока New Kreuterbuch, опубликованную в 1546 году.
В народной медицине используют цветки и плоды растения. При лечении простудных заболеваний, бронхиальной астмы, головной боли и ревматизма пьют настой из цветков. Настой из цветков как наружное средство применяют для полоскания при остром тонзиллите (ангине) и воспалительных процессах в ротовой полости. Как слабительное средство используют кисель, приготовленный из плодов.

### Прочее использование
Медонос (хотя в других источниках утверждается, что цветки бузины красной не выделяют нектара, а пчёлы собирают с цветков лишь пыльцу, а в третьих — что пчёлы посещают бузину для сбора пыльцы и частично нектара). Нектар бесцветный, густой. Его сахаристость в условиях 1970 года была 49,4—70,0 %, в среднем — 62 %. Пчёлы охотно собирали нектар с раннего утра (7 ч) до вечера (16—17 ч). Одновременно на одном кусте бузины в 11 часов утра брали нектар 34 пчелы. Замечено, что после сбора нектара пчелой через несколько минут на внецветковом нектарнике нектар появляется снова.
Считается, что бузину красную не любят мыши и там, где она растёт, мышей нет. В частности, для отпугивания мышей ветви бузины красной применяются пчеловодами в зимовниках.
Пригодна для устройства живых изгородей. Запах листьев неприятен для скота, и скот, кроме овец, таких изгородей избегает.
Свежие плоды применяются для очистки медной посуды от тёмного налёта.

## Классификация
Ранее род Бузина обычно включали в семейство Жимолостные (Caprifoliaceae) — такой точки зрения придерживалась, к примеру, Большая российская энциклопедия (2008) — либо выделяли в отдельное семейство Бузиновые (Sambucaceae). Позднее его относили к семейству Адоксовые (Adoxaceae) порядка Ворсянкоцветные (Dipsacales), которое в настоящее время считается устаревшим синонимом актуального семейства Калиновые (Viburnaceae).
Первое действительное описание вида было опубликовано в первом томе Species plantarum (1753) Карла Линнея. Лектотипом (типом при отсутствии в изначальной публикации указания на тип) названия Sambucus racemosa в 1986 году был выбран образец из гербария Линнея.

### Таксономия
Sambucus racemosa L., 1753, Sp. Pl.: 270
Вид Бузина красная относится к роду Бузина (Sambucus) семейства Калиновые (Viburnaceae) порядка Ворсянкоцветные (Dipsacales). Кладограмма в соответствии с Системой APG IV по состоянию на декабрь 2023 года:
|  |                                      |  |                                   |                                   |                     |  | ещё 1 семейство | ещё 1 семейство |                |  |                          |  | еще 26 подтвержденных видов и 23 вида, ожидающих подтверждения | еще 26 подтвержденных видов и 23 вида, ожидающих подтверждения |  |
|  |                                      |  |                                   |                                   |                     |  | ещё 1 семейство | ещё 1 семейство |                |  |                          |  | еще 26 подтвержденных видов и 23 вида, ожидающих подтверждения | еще 26 подтвержденных видов и 23 вида, ожидающих подтверждения |  |
|  |                                      |  |                                   | порядок Ворсянкоцветные           |                     |  |                 |                 | род Бузина     |  |                          |  |                                                                |                                                                |  |
|  |                                      |  |                                   | порядок Ворсянкоцветные           |                     |  |                 |                 | род Бузина     |  | 6 внутривидовых таксонов |  |                                                                |                                                                |  |
|  | отдел Цветковые, или Покрытосеменные |  |                                   |                                   | семейство Калиновые |  |                 |                 | Бузина красная |  |                          |  |                                                                |                                                                |  |
|  | отдел Цветковые, или Покрытосеменные |  |                                   |                                   |                     |  |                 |                 |                |  |                          |  |                                                                |                                                                |  |
|  |                                      |  | ещё 63 порядка цветковых растений | ещё 63 порядка цветковых растений |                     |  |                 | ещё 2 рода      | ещё 2 рода     |  |                          |  |                                                                |                                                                |  |
|  |                                      |  |                                   | ещё 63 порядка цветковых растений |                     |  |                 |                 | ещё 2 рода     |  |                          |  |                                                                |                                                                |  |

### Внутривидовые таксоны
- Sambucus racemosa f. dissecta (Britton) Scoggan
- Sambucus racemosa f. rosaeflora (Carrière) Scoggan

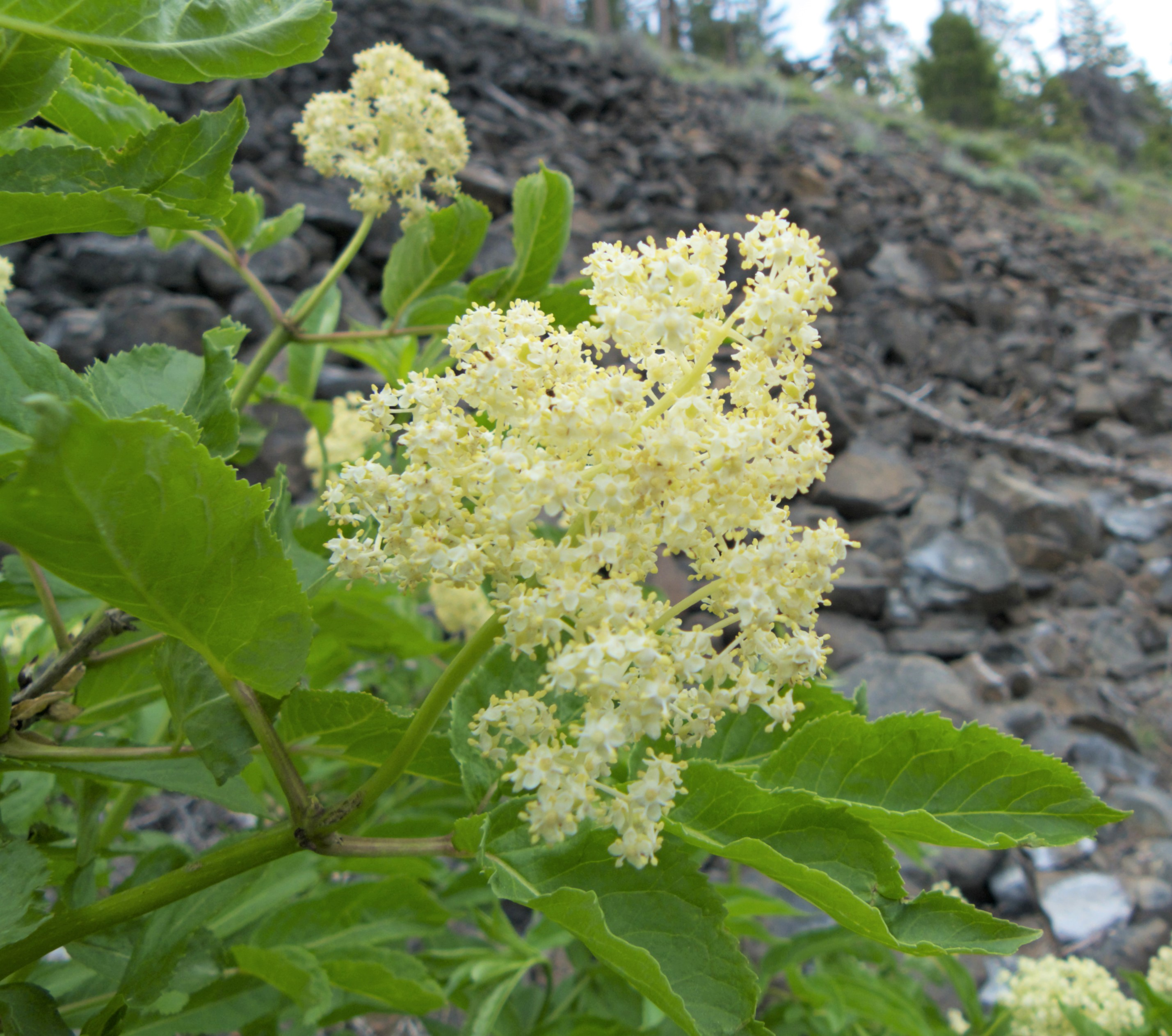
Соцветие. США, штат Вашингтон, округ Шелан

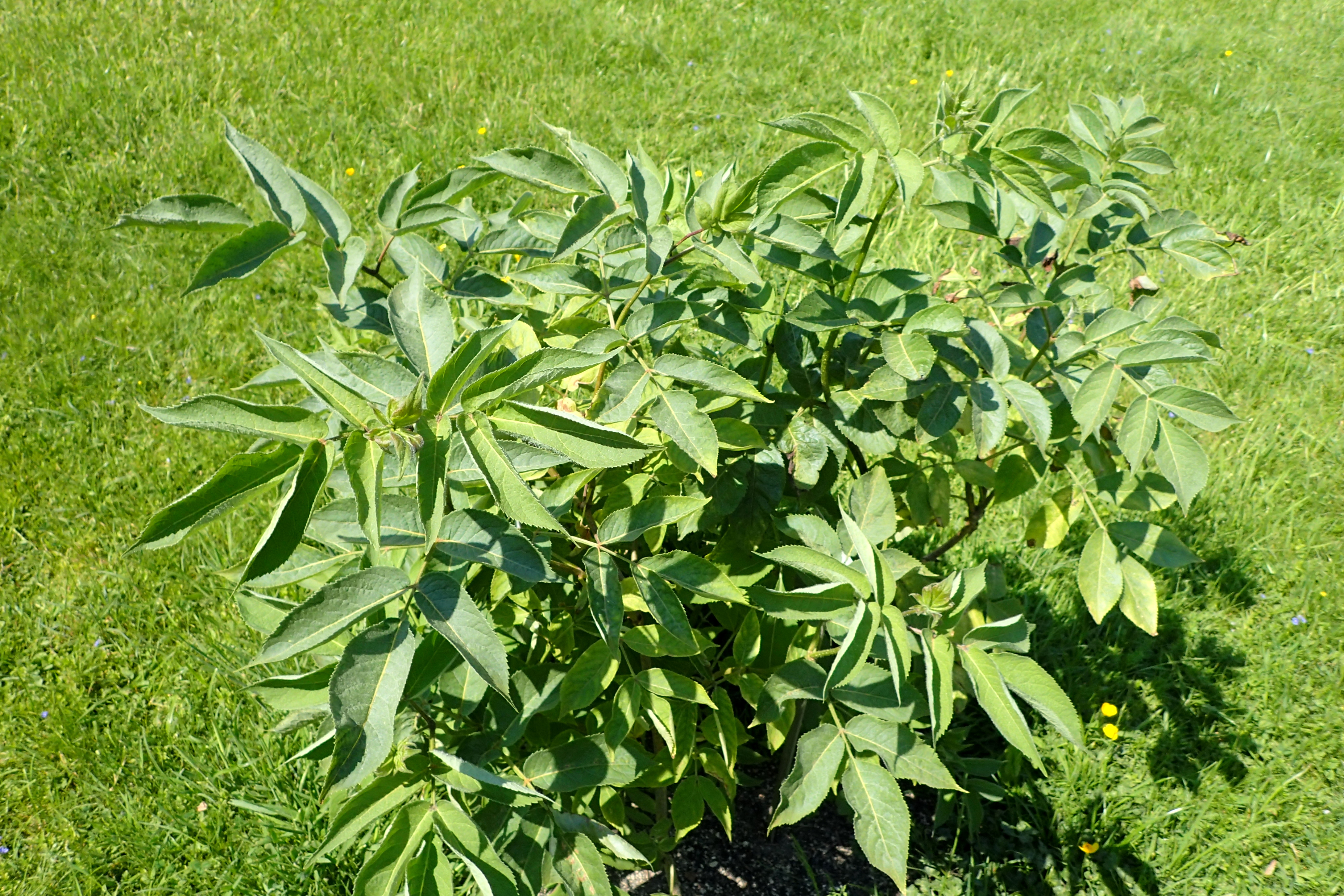
. Германия, ботанический сад Берлин-Далем

- Sambucus racemosa subsp. pubens (Michx.) House — Бузина пушистая. Подвид, распространённый почти по всей территории Канады, а также в большинстве штатов США; кроме того, во многих странах мира встречается как натурализовавшееся растение[11]. Некоторыми авторами рассматривается как самостоятельный вид Sambucus pubens Michx.[12]
- Sambucus racemosa var. leucocarpa (Torr. & A.Gray) Cronquist
- Sambucus racemosa var. melanocarpa (A.Gray) McMinn
- Sambucus racemosa var. microbotrys (Rydb.) Kearney & Peebles

### Синонимы
- Sambucus borealis Greene
- Sambucus racemosa var. laciniata W.D.J.Koch ex DC.
- Sambucus racemosa var. racemosa –
- Sambucus sylvestris Bubani